# Podkoumok
La rivière Podkoumok (en russe : Подкумок) est un cours d'eau de montagne qui coule dans le Caucase, dans le sud de la Russie. C'est l'affluent droit le plus important du fleuve Kouma. 
La rivière prend sa source dans les monts Skalisty, en rébublique de Karatchaïévo-Tcherkessie, près  du col de Goumbachi. La rivière, longue de 160 km, a la plus grande partie de son cours situé dans le kraï de Stavropol et arrose les villes de Iessentouki, Kislovodsk, Piatigorsk et Gueorguievsk. La rivière est relativement polluée dans son cours inférieur du fait du grand nombre de villes qu'elle traverse. Dans son cours supérieur relativement épargné, on trouve en revanche des truites et autres poissons. Le bassin a une superficie de 2 220 km2. Le paysage offert par la rivière a fasciné entre autres le poète Mikhaïl Lermontov, à qui il a inspiré certaines de ses œuvres.
La première centrale hydroélectrique de Russie a été construite sur la rivière en 1903.

## Source
- Grande Encyclopédie soviétique